# Tíz tűz
Tíz tűz – a nagyváradi Szigligeti Társaság kiadásában 1932-ben megjelent irodalmi antológia. 

## Az antológia ismertetése
Versekkel és elbeszéléssel szerepel benne Árvay Árpád és Papp Lajos, verssel Bélteky László, Horváth Imre és Sárközi Gerő, elbeszéléssel C. Bodnár Mária, Dévald László, Lőrinczy Lajos, Ruffy Péter és Sziklay Györgyike. A kötetet – meg nem nevezetten – Perédy György, a Szigligeti Társaság tiszteletbeli alelnök-főtitkára szerkesztette, ő írta az előszót is.
„Most tíz lángoló fiatal élet gyújtott tüzet a bihari magyar ugaron – írja Perédy az előszóban – …Tűz valamennyi, amelynek fénye van s szétvilágít. Ki kisebb, ki messzébb ható fénnyel az erdélyi magyar sóvárgó, tikkadt mezőkön. Talán valamennyi kisebbségi magyarságunknak, élet-nyilvánulásunknak tüzei, akiket szerető kézzel kell óvnunk a vihar szelétől, míg lobot kapnak s felgyújtják maguk körül a közönynek avarját.”
A tíz szerző nem tartozik egyetlen nemzedékhez. A legidősebb közülük, Papp Lajos 1899-ben, a legfiatalabbak, Sziklay Györgyike és Ruffy Péter 1913-ban születtek; négyüknek már kötete van (Papp Lajosnak kettő is), őt és Lőrinczy Lajost sikeres színpadi szerzőként is ismeri a váradi közönség; Dévald, Sárközi, Sziklay Györgyike irodalmi díjak nyertese. Együttes jelentkezésüket inkább „bihari” mivoltuk indokolja, ami azonban nem írói hitvallást jelent, nem valamiféle új regionalizmust, hanem pusztán születésük helyére utal.
Reményik Sándor az Erdélyi Helikonban a kötetről írott kritikájában „irodalmi regruták”-nak, „népfelkelők”-nek nevezi őket, akik – az Új arcvonal antológiával összehasonlítva – „szerényebben, csendesebben jelentkeznek, pedig van közülük olyan, aki valóságos rohamsisakban járta meg az emberiség tömegőrületének legszörnyűbb szenvedésiskoláját”.
Reményik a prózaírók közül Árvay és Dévald háborús elbeszéléseit, a költők közül Sárközi Gerőt („a bihariak mind erőteljesebb hangú és egyre híresebb parasztköltőjét”), Bélteky Lászlót és Horváth Imre verseit emeli ki; utóbbiakban „…meghatóan jut színre… a váradi lokálpatriotizmus, kicsit néha adys utánérzéssel”.
A Tíz tűz antológiát 2004-ben reprintben kiadta a Királyhágómelléki református egyházkerület, Indig Ottónak a kiadáshoz külön füzetben csatolt tanulmányával.